# Quatorzième circonscription de Paris de 1988 à 2012
Pour les articles homonymes, voir Quatorzième circonscription de Paris de 1958 à 1986 et Quatorzième circonscription de Paris depuis 2012.
La quatorzième circonscription de Paris est l'une des 21 circonscriptions électorales françaises que compte le département de Paris (75) situé en région Île-de-France. D'après les chiffres de l'Institut National de la Statistique et des Études Économiques (INSEE) de 1999, la population de cette circonscription est estimée à 83 327 habitants.

## Délimitation de la circonscription
Entre 1988, année des premières élections après le rétablissement du scrutin uninominal majoritaire par circonscription, et le redécoupage des circonscriptions réalisé en 2010, la circonscription recouvre deux quartiers du 16e arrondissement : Auteuil et une partie de Muette (au sud des voies : boulevard de Beauséjour, chaussée de la Muette, rue de Passy, rue de l'Annonciation, rue Raynouard, avenue du Parc-de-Passy, avenue Marcel-Proust, rue d'Ankara et avenue du Président-Kennedy).
Cette délimitation s'applique donc aux IXe, Xe, XIe, XIIe et XIIIe législatures de la Cinquième République française.
Cette quatorzième circonscription de Paris correspond à la majeure partie de la vingtième circonscription de la période 1958-1986.

## Députés

### Élection du 16 mars 1986 au scrutin proportionnel
En 1985, le président de la République François Mitterrand changea le mode de scrutin des députés en rétablissant le scrutin proportionnel. Le nombre de députés du département de Paris fut ramené de 31 à 21.
| Législature | Début de mandat | Fin de mandat | Député élu     |  | Parti politique | Observations                                                       |
| ----------- | --------------- | ------------- | -------------- |  | --------------- | ------------------------------------------------------------------ |
| VIIIe       | 2 avril 1986    | 14 mai 1988   | Georges Mesmin |  | UDF             | mandat écourté à la suite d'une dissolution de François Mitterrand |

### Élections depuis 1988
Après les élections du 16 mars 1986, le nouveau premier ministre Jacques Chirac rétablissait le scrutin majoritaire à deux tours. Le nombre de députés était maintenu à 21 et les circonscriptions électorales antérieures étaient donc ramenées de 31 à 21. La majeure partie de la vingtième circonscription est devenue la nouvelle quatorzième circonscription.
| Législature | Début de mandat | Fin de mandat  | Député élu      | Parti politique | Parti politique | Observations                                                                          |
| ----------- | --------------- | -------------- | --------------- | --------------- | --------------- | ------------------------------------------------------------------------------------- |
| IXe         | 23 juin 1988    | 1er avril 1993 | Georges Mesmin  |                 | UDF             |                                                                                       |
| Xe          | 2 avril 1993    | 21 avril 1997  | Georges Mesmin  |                 | UDF             | Mandat écourté à la suite d'une dissolution parlementaire décidée par Jacques Chirac. |
| XIe         | 12 juin 1997    | 18 juin 2002   | Claude Goasguen |                 | UDF-FD puis DL  |                                                                                       |
| XIIe        | 19 juin 2002    | 25 juin 2007   | Claude Goasguen |                 | UMP             |                                                                                       |
| XIIIe       | 26 juin 2007    | 19 juin 2012   | Claude Goasguen |                 | UMP             |                                                                                       |

## Évolution de la circonscription
En 2012, cette circonscription est devenue la nouvelle quatorzième circonscription avec un déplacement de sa limite nord, prenant sur la quinzième circonscription le quartier de la Muette et une partie de celui de la Porte-Dauphine.

### Élections législatives de 1988
|                                         | Georges Mesmin sortant réélu   | UDF (CDS) (URC)      | 23 625 | 70,78  |  |  |  |
|                                         | Monique Herold                 | PS                   | 5 404  | 16,19  |  |  |  |
|                                         | Jacques Lafay                  | FN                   | 3 619  | 10,84  |  |  |  |
|                                         | Nicole Dreyfus                 | PCF                  | 496    | 1,49   |  |  |  |
|                                         | Georges Benitah                | Divers               | 100    | 0,30   |  |  |  |
|                                         | Cyrille de Marschal de Luciane | Divers droite        | 68     | 0,20   |  |  |  |
|                                         | Marguerite Eveillard           | Extrême droite (POE) | 67     | 0,20   |  |  |  |
|                                         |                                |                      |        |        |  |  |  |
| Inscrits                                | Inscrits                       | Inscrits             | 52 989 | 100,00 |  |  |  |
| Abstentions                             | Abstentions                    | Abstentions          | 19 309 | 36,44  |  |  |  |
| Votants                                 | Votants                        | Votants              | 33 680 | 63,56  |  |  |  |
| Blancs et nuls                          | Blancs et nuls                 | Blancs et nuls       | 301    | 0,89   |  |  |  |
| Exprimés                                | Exprimés                       | Exprimés             | 33 379 | 99,11  |  |  |  |
| Source : Le Monde des 7 et 14 juin 1988 |                                |                      |        |        |  |  |  |

Le suppléant de Georges Mesmin était Guy Flesselles, adjoint au maire du 16ème arrondissement, ingénieur civil des Ponts et Chaussées, gérant de société.

### Élections de 1993
|                       | Georges Mesmin sortant réélu | UDF (AD)                   | 22 136 | 66,46  |  |  |  |
|                       | Jacques Lafay                | FN                         | 3 872  | 11,63  |  |  |  |
|                       | Jean-Yves Mano               | PS (ADFP)                  | 3 175  | 9,53   |  |  |  |
|                       | Philippe Brunswick           | GÉ (EÉ)                    | 2 389  | 7,17   |  |  |  |
|                       | Francis Cremieux             | PCF                        | 616    | 1,85   |  |  |  |
|                       | Margareth Regnier            | MDR                        | 322    | 0,97   |  |  |  |
|                       | Roland Muraz                 | UDI                        | 269    | 0,81   |  |  |  |
|                       | Hélène Hily                  | LT-LNÉ                     | 268    | 0,8    |  |  |  |
|                       | Georges Lathourakis          | Divers                     | 119    | 0,36   |  |  |  |
|                       | Guy Clermont                 | Divers gauche (Maj. prés.) | 96     | 0,29   |  |  |  |
|                       | Jean-Paul Hubert             | Extrême droite             | 45     | 0,14   |  |  |  |
|                       |                              |                            |        |        |  |  |  |
| Inscrits              | Inscrits                     | Inscrits                   | 49 011 | 100,00 |  |  |  |
| Abstentions           | Abstentions                  | Abstentions                | 14 915 | 30,43  |  |  |  |
| Votants               | Votants                      | Votants                    | 34 096 | 69,57  |  |  |  |
| Blancs et nuls        | Blancs et nuls               | Blancs et nuls             | 789    | 2,31   |  |  |  |
| Exprimés              | Exprimés                     | Exprimés                   | 33 307 | 97,69  |  |  |  |
| Source : Data.gouv.fr |                              |                            |        |        |  |  |  |

Le suppléant de Georges Mesmin était Guy Flesselles.

### Élections de 1997
| Candidat       | Candidat                 | Parti          | Premier tour | Premier tour | Second tour | Second tour |  |
| Candidat       | Candidat                 | Parti          | Voix         | %            | Voix        | %           |  |
| -------------- | ------------------------ | -------------- | ------------ | ------------ | ----------- | ----------- |  |
|                | Claude Goasguen élu      | UDF (FD)       | 12 163       | 40,76        | 16 005      | 65,3        |  |
|                | Georges Mesmin sortant   | diss. UDF      | 6 201        | 20,78        | 8 506       | 34,7        |  |
|                | Jean-Yves Mano           | PS             | 4 144        | 13,89        |             |             |  |
|                | Jacques Lafay            | FN             | 2 965        | 9,94         |             |             |  |
|                | Marie-Thérèse Junot      | LDI (CNIP)     | 1 543        | 5,17         |             |             |  |
|                | Philippe Nieto           | Les Verts      | 736          | 2,47         |             |             |  |
|                | Denise Garnier           | PCF            | 561          | 1,88         |             |             |  |
|                | Ronald Rémy              | GÉ             | 497          | 1,67         |             |             |  |
|                | Jean-Richard Sulzer      | MDR            | 374          | 1,25         |             |             |  |
|                | François Deltour         | US4J           | 264          | 0,88         |             |             |  |
|                | Isabelle Waechter        | MÉI            | 256          | 0,86         |             |             |  |
|                | Serge Rader              | Divers         | 80           | 0,27         |             |             |  |
|                | Jean Clément             | PLN            | 58           | 0,19         |             |             |  |
|                | Marie-Laure Pauly-Laubry | Divers         | 0            | 0            |             |             |  |
|                |                          |                |              |              |             |             |  |
| Inscrits       | Inscrits                 | Inscrits       | 48 432       | 100,00       | 48 410      | 100,00      |  |
| Abstentions    | Abstentions              | Abstentions    | 17 816       | 36,79        | 20 983      | 43,34       |  |
| Votants        | Votants                  | Votants        | 30 616       | 63,21        | 27 427      | 56,66       |  |
| Blancs et nuls | Blancs et nuls           | Blancs et nuls | 774          | 2,53         | 2 916       | 10,63       |  |
| Exprimés       | Exprimés                 | Exprimés       | 29 842       | 97,47        | 24 511      | 89,37       |  |

La suppléante de Claude Goasguen était Danièle Giazzi, RPR, adjointe au maire de Paris, conseillère de Paris, adjointe au maire du 16ème arrondissement.

### Élections de 2002
|                | Claude Goasguen sortant réélu | UMP              | 19 146 | 61,18  |  |  |  |
|                | Jeanne Mondoloni              | PS               | 4 473  | 14,29  |  |  |  |
|                | Guy Flesselles                | UDF              | 2 635  | 8,42   |  |  |  |
|                | Richard Haddad                | FN               | 2 153  | 6,88   |  |  |  |
|                | Morgane Bravo                 | Les Verts        | 621    | 1,98   |  |  |  |
|                | Christophe Ayela              | ÉD               | 470    | 1,5    |  |  |  |
|                | Thierry Bergeras              | MPF              | 432    | 1,38   |  |  |  |
|                | Francine Ankri                | Cap21            | 265    | 0,85   |  |  |  |
|                | Alexis Toulet                 | Pôle républicain | 244    | 0,78   |  |  |  |
|                | Olivier Podvin                | RPF              | 195    | 0,62   |  |  |  |
|                | Martine Pipard                | MNR              | 164    | 0,52   |  |  |  |
|                | Stéphane Beaupoil             | Divers           | 90     | 0,29   |  |  |  |
|                | Maryse-Paule Bouche           | LO               | 89     | 0,28   |  |  |  |
|                | Michèle Agostini              | GÉ               | 78     | 0,25   |  |  |  |
|                | Nathalie Conversat            | CPNT             | 69     | 0,22   |  |  |  |
|                | Stéphane Landry               | ND               | 64     | 0,2    |  |  |  |
|                | Frédéric Benaim               | Divers           | 48     | 0,15   |  |  |  |
|                | Odette Gayou                  | Divers gauche    | 36     | 0,12   |  |  |  |
|                | Sonia Guyot-Reveilleau        | Divers           | 20     | 0,06   |  |  |  |
|                | Anne-Marie Calmeil            | Divers           | 0      | 0      |  |  |  |
|                |                               |                  |        |        |  |  |  |
| Inscrits       | Inscrits                      | Inscrits         | 46 015 | 100,00 |  |  |  |
| Abstentions    | Abstentions                   | Abstentions      | 14 444 | 31,39  |  |  |  |
| Votants        | Votants                       | Votants          | 31 571 | 68,61  |  |  |  |
| Blancs et nuls | Blancs et nuls                | Blancs et nuls   | 279    | 0,88   |  |  |  |
| Exprimés       | Exprimés                      | Exprimés         | 31 292 | 99,12  |  |  |  |

La suppléante de Claude Goasguen était Danièle Giazzi.

### Élections de 2007
|                | Claude Goasguen sortant réélu | UMP            | 20 580 | 65,83  |  |  |  |
|                | Wladimir D'Ormesson           | UDF–MoDem      | 3 559  | 11,38  |  |  |  |
|                | Jean-Yves Mano                | PS             | 3 418  | 10,93  |  |  |  |
|                | Farid Smahi                   | FN             | 803    | 2,57   |  |  |  |
|                | Geoffroy De Dieuleveult       | MPF            | 661    | 2,11   |  |  |  |
|                | Bertrand Jullien              | Les Verts      | 533    | 1,7    |  |  |  |
|                | Jean-Paul Loth                | CNIP           | 439    | 1,4    |  |  |  |
|                | Stephen Monod                 | NC             | 397    | 1,27   |  |  |  |
|                | Marion Bedrines               | PCF            | 283    | 0,91   |  |  |  |
|                | Christophe Droguere           | AL             | 215    | 0,69   |  |  |  |
|                | Michel Wasserfal              | GÉ             | 172    | 0,55   |  |  |  |
|                | Marie-Claude Tilloy           | Divers         | 115    | 0,37   |  |  |  |
|                | Sandra Rosendale              | LO             | 89     | 0,28   |  |  |  |
|                | Isabelle Montane              | Divers         | 0      | 0      |  |  |  |
|                |                               |                |        |        |  |  |  |
| Inscrits       | Inscrits                      | Inscrits       | 50 765 | 100,00 |  |  |  |
| Abstentions    | Abstentions                   | Abstentions    | 19 282 | 37,98  |  |  |  |
| Votants        | Votants                       | Votants        | 31 483 | 62,02  |  |  |  |
| Blancs et nuls | Blancs et nuls                | Blancs et nuls | 219    | 0,7    |  |  |  |
| Exprimés       | Exprimés                      | Exprimés       | 31 264 | 99,3   |  |  |  |